# 金谷鮮治
金谷 鮮治（かなや せんじ、1910年8月22日 - 1977年11月30日）は、日本の実業家、鬼怒川温泉ホテル元代表取締役社長、日本旅行協定旅館連盟元会長、日本ホテル協会元理事長、内閣観光政策審議会元専門委員。

## 人物・経歴
1910年8月22日、日光金谷ホテル創業者、金谷善一郎の長女・金谷多満と婿養子・正生の長男として栃木県日光で誕生する。
1934年、立教大学卒業。大学在学中は、アイスホッケー部の金谷三兄弟の長兄として活躍する。
箱根富士屋ホテル、帝国ホテルで修業した後、金谷ホテル・日光物産商会取締役に就任。
1953年、父・正生が初代館長に就任していた鬼怒川温泉ホテルを日光金谷ホテル（本店）より独立し、鬼怒川温泉ホテル株式会社を設立、初代社長に就任。
1960年、ホテルニュージャパンを開業。同ホテル常務としてホテル業界では初めて和風スタイルの導入を提言する。
1971年、ジョンカナヤ麻布を開業。ジョンカナヤ麻布は、料理の鉄人の”ムッシュ”坂井宏行が初代シェフを務めた伝説のレストランとして知られ、2002年に惜しまれつつ閉店するまで、多くの著名人に愛された店であった。
鬼怒川温泉ホテルのオーナーとして鬼怒川・川治温泉地域の観光近代化への発展に寄与するだけでなく、数多くの日本の観光関連企業の役員として、日本のホテル・旅館の近代化、高級化へのキーマンとしても活躍した。
北炭観光開発株式会社（後の三井観光開発株式会社）副社長として札幌グランドホテル、札幌パークホテルなどの運営に携わったほか、東京レストラン経営株式会社、日本ハイウェーサービス株式会社、株式会社白良荘、日光開発株式会社などの経営にも参画した。
日本旅行協定旅館連盟会長、日本ホテル協会理事長、内閣観光政策審議会専門委員など、日本の高度成長期の観光事業の要職に就き、日本を代表するホテルマンとして名声を博した。
白いリンカーンと葉巻をトレードマークとし、その姿は、大使館の多い麻布、六本木界隈でも際立って目立っており、類い稀なる見識とダンディズムを持ち合わせた昭和を代表する粋人であった。
ジョンカナヤ麻布で後にフレンチの鉄人となる坂井宏行を初代シェフに迎える
ジョンカナヤ麻布開業に際して、鮮治は若くても新しいフランス料理を積極的に考えてくれる人をシェフに迎えたいと考え、当時フランスへ行った事もなく、本格的にフランス料理を勉強した事もなかった、29歳の坂井宏行が初代シェフに就任した。坂井の代名詞といえば、日本料理と西洋料理の伝統と革新を融合させたフランス料理であるが、その独自のスタイルは鮮治の言葉と発想から生み出されたものであった。坂井は、鮮治を人生の恩人と語り、ジョンカナヤの哲学を受け継いでいる。

## 関連人物
- 金谷眞一（日光金谷ホテル元代表取締役社長、金谷善一郎の長男）
- 山口正造（富士屋ホテル元代表取締役社長、金谷善一郎の次男）
- 坂井宏行（料理の鉄人「フレンチの鉄人」、ラ・ロシェルオーナー）